# Craugastor gollmeri
Craugastor gollmeri är en groddjursart som först beskrevs av den tyske zoologen Wilhelm Peters 1863.  Craugastor gollmeri ingår i släktet Craugastor och familjen Craugastoridae. IUCN kategoriserar arten globalt som livskraftig. Inga underarter finns listade i Catalogue of Life.